# Campanula zangezura
Campanula zangezura är en klockväxtart som först beskrevs av Vladimir Ippolitovich Lipsky, och fick sitt nu gällande namn av Alfred Alekseevich Kolakovsky och L.B. Serdyukova. Campanula zangezura ingår i släktet blåklockor, och familjen klockväxter. Inga underarter finns listade i Catalogue of Life.